# Günther Isenbügel

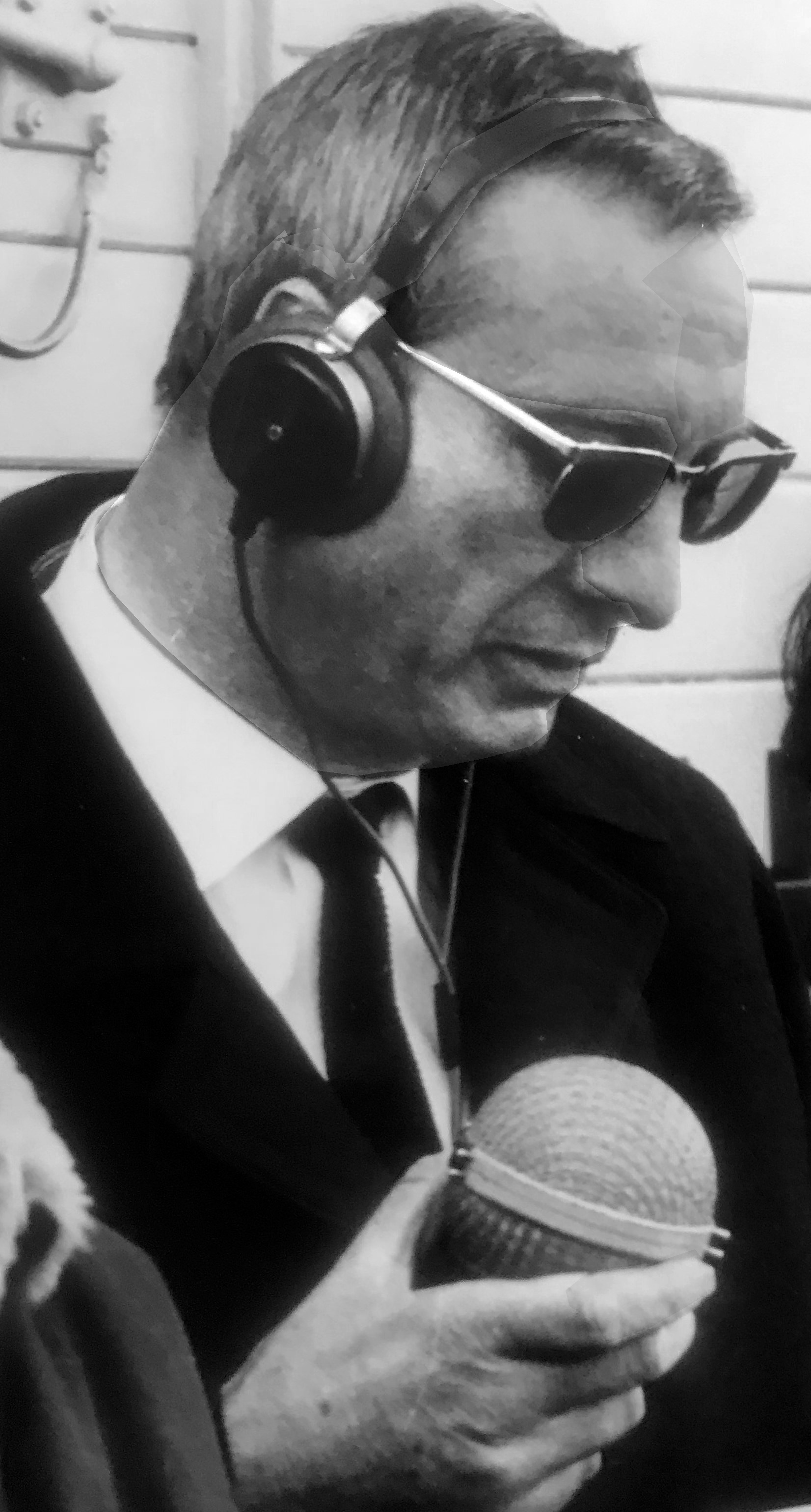
Günther Isenbügel 1968

Günther Isenbügel (* 13. Oktober 1922 in Düsseldorf; † 5. September 1996 in Inzell) war ein deutscher Sportreporter und Motorsportler.

## Leben
Günther Isenbügel, der zunächst für den Norddeutschen Rundfunk (NDR) und ab 1970 als freier Journalist arbeitete, gehörte zu den populärsten Sport- und Rundfunkreportern der 1950er- und 1960er-Jahre. Seine Spezialgebiete waren Motorsport, Radrennen und Wintersportarten wie Eishockey, Eiskunstlauf und Bobrennen. Seit 1952 berichtete er regelmäßig von den Olympischen Spielen. 32 Mal begleitete er als Reporter die Tour de France.
Nebenbei war Günther Isenbügel auch als Rallyefahrer aktiv. Zwischen 1952 und 1956 gehörte er neben Jochen Springer, Alfons Ostermann, Fritz Minartz und Erwin von Regius zum Werksteam von Ford-Köln. 1956 errang Isenbügel auf Ford 15M Klassensiege (zusammen mit Alfons Ostermann) bei der Rallye Nürburgring und (mit Helmut Rathjen) bei der Tulpen-Rallye. Im gleichen Jahr war er Gesamtsieger der Roland-Rallye (Beifahrer Eckhard Schimpf). Auch bei Lüttich-Rom-Lüttich, der 1000-Seen-Rallye in Finnland, der Österreichischen Alpenfahrt und den 
24 Stunden von Spa war er am Start. Mehrmals fuhr Günther Isenbügel die Rallye Monte Carlo, 1960 beispielsweise als Beifahrer von Hans-Hugo Hartmann auf einem Werkswagen vom Typ Borgward-Arabella (Rang 54 im Gesamtklassement). 1962 wurde Isenbügel in Monte Carlo mit Co-Pilot Sepp Greger auf seinem privaten Porsche 356 B Sieger der GT-Klasse.
1956 startete Isenbügel (sich mit Helmut Rathjen ablösend) mit einem Ford Thunderbird beim 1000-km-Rennen auf dem Nürburgring, schied aber mit diesem für die Nordschleife ziemlich ungeeigneten US-Sportwagen aus; Ausfallgrund war ein Motorschaden. 1960 beendete er zusammen mit Hans-Günther John auf einem Mercedes 300 SL das 1000-km-Rennen mit 36 von 44 zu fahrenden Runden auf Rang 35 beziehungsweise Platz 4 der GT-Klasse über 2 Liter Hubraum.
Zusammen mit Helmut Rathjen (1919–2010) gründete er 1958 die Scuderia Hanseat, die jahrzehntelang auf dem Nürburgring die bekannten und beliebten Sportfahrerlehrgänge (Fahrsicherheitstraining) veranstaltete; zu den Ideengebern zählt auch Victor Humer. Isenbügel wurde Vorsitzender der Vereinigung, Rathjen „Lehrgangsleiter und damit verantwortlich für den Ablauf am Nürburgring“. Zusammen mit Rathjen richtete er vom 21. bis 24. April 1958 den ersten Sportfahrerlehrgang auf dem Nürburgring aus. 
Isenbügel gehörte 1958 auch zu den 14 Gründungsmitgliedern des von Wolfgang Graf Berghe von Trips initiierten Deutschen Sportfahrer-Kreises (DSK).
Günther Isenbügel starb am 6. September 1996 im Alter von 74 Jahren unerwartet in seiner Wohnung in Inzell, wahrscheinlich an einem Herzschlag.

## Ehrungen
In Anerkennung seiner Verdienste um den Sport wurde Günther Isenbügel in die Ehrenliste der Eishockey-Hall-of-Fame in Augsburg aufgenommen, und am Nürburgring wurde als Hommage ein Isenbügel-Ahorn gepflanzt.